# Mistrzostwa Europy w Lekkoatletyce 1950 – bieg na 5000 m mężczyzn

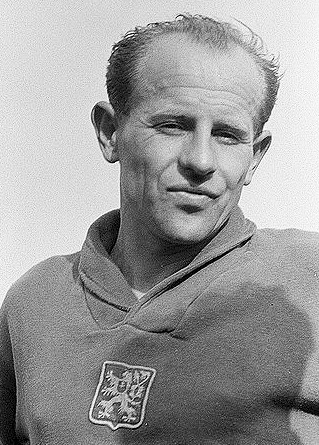
Emil Zátopek

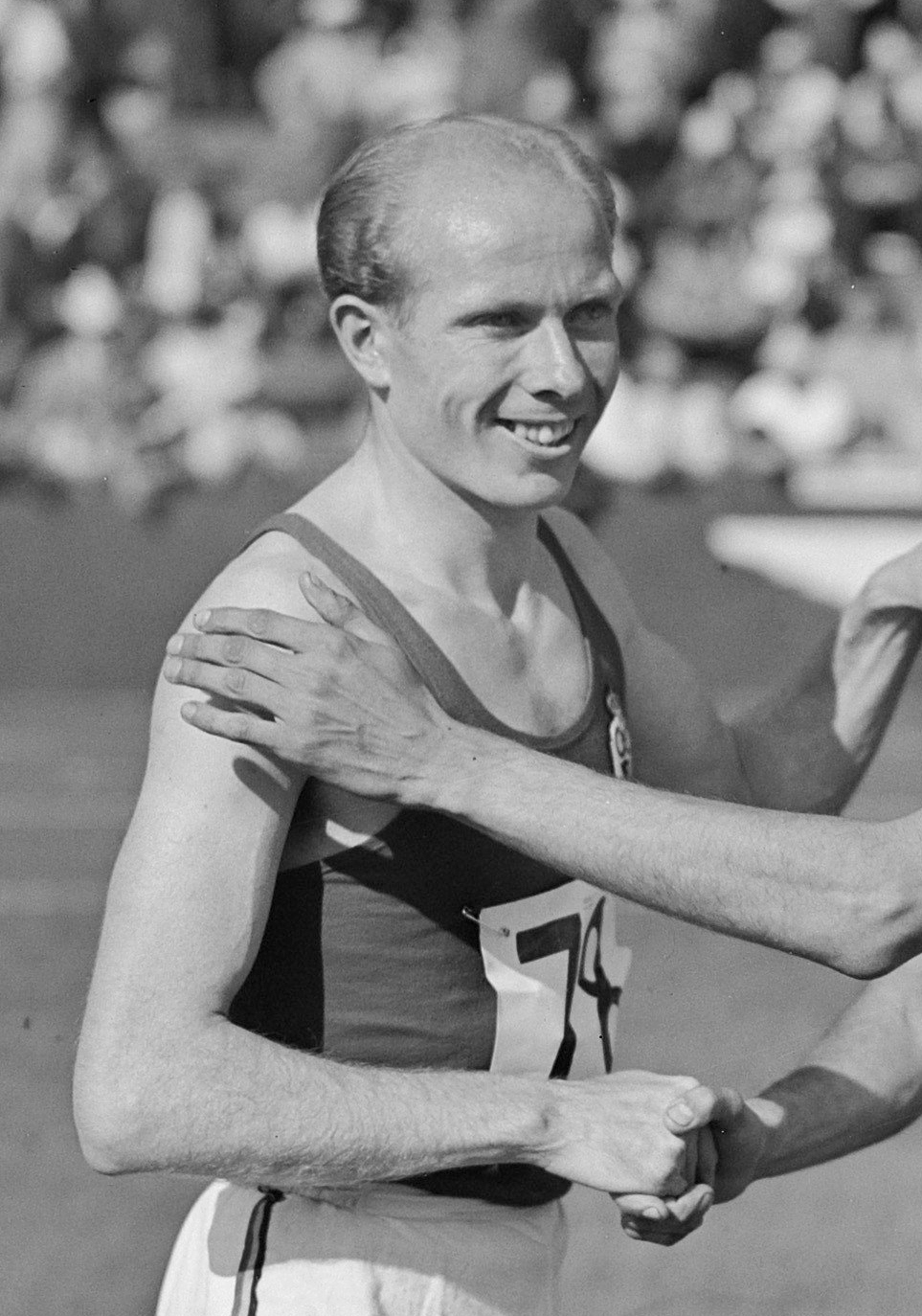
Gaston Reiff

Bieg na dystansie 5000 metrów mężczyzn był jedną z konkurencji rozgrywanych podczas IV Mistrzostw Europy w Brukseli. Biegi eliminacyjne zostały rozegrane 24 sierpnia, a bieg finałowy 26 sierpnia 1950 roku. Zwycięzcą tej konkurencji został reprezentant Czechosłowacji Emil Zátopek. W rywalizacji wzięło udział szesnastu zawodników z jedenastu reprezentacji.

## Rekordy
| Rekord świata     | Gunder Hägg (SWE)      | 13:58,2 | Göteborg, Szwecja | 20.09.1942 |
| Rekord Europy     | Gunder Hägg (SWE)      | 13:58,2 | Göteborg, Szwecja | 20.09.1942 |
| Rekord mistrzostw | Sydney Wooderson (GBR) | 14:08,6 | Oslo, Norwegia    | 23.08.1946 |

## Wyniki

### Eliminacje
Bieg 1
| Miejsce | Zawodnik               | Czas    | Uwagi |
| ------- | ---------------------- | ------- | ----- |
| 1       | Emil Zátopek           | 14:56,0 | Q     |
| 2       | Väinö Mäkelä           | 14:56,2 | Q     |
| 3       | Lucien Theijs          | 15:03,0 | Q     |
| 4       | Jean Vernier           | 15:03,6 | Q     |
| 5       | Stevan Pavlović        | 15:06,2 | Q     |
| 6       | Bertil Karlsson        | 15:07,2 | Q     |
| 7       | Wasilios Mawrapostolos | 15:08,4 | NR    |
| 8       | Kurt Rotzer            | 15:08,4 | NR    |
| 9       | Aage Poulsen           | ??      |       |

Bieg 2
| Miejsce | Zawodnik           | Czas    | Uwagi |
| ------- | ------------------ | ------- | ----- |
| 1       | Hannu Posti        | 14:47,2 | Q     |
| 2       | Alec Olney         | 14:55,6 | Q     |
| 3       | Božidar Đurašković | 15:00,6 | Q     |
| 4       | Bertil Albertsson  | 15:09,0 | Q     |
| 5       | Gaston Reiff       | 15:10,0 | Q     |
| 6       | Alain Mimoun       | 15:11,0 | Q     |
| 7       | August Sutter      | 15:13,0 |       |

### Finał
| Miejsce | Zawodnik           | Czas    | Uwagi |
| ------- | ------------------ | ------- | ----- |
| 1       | Emil Zátopek       | 14:03,0 | CR    |
| 2       | Alain Mimoun       | 14:26,0 |       |
| 3       | Gaston Reiff       | 14:26,2 |       |
| 4       | Väinö Mäkelä       | 14:30,8 |       |
| 5       | Hannu Posti        | 14:40,8 |       |
| 6       | Lucien Theijs      | 14:42,4 |       |
| 7       | Stevan Pavlović    | 14:50,4 |       |
| 8       | Alec Olney         | 14:51,8 |       |
| 9       | Božidar Đurašković | 14:52,4 |       |
| 10      | Bertil Albertsson  | 15:02,2 |       |
| 11      | Bertil Karlsson    | 15:09,4 |       |
| –       | Jean Vernier       | DNF     |       |